# Teucro (rey troyano)
En la mitología griega, Teucro (griego antiguo Τεῦκρος, Teũkros) fue el primer rey mítico de la Tróade. Era hijo del dios-río Escamandro y de la ninfa Idea.
En la Eneida, Virgilio pone en boca de Anquises, descendiente de Teucro, que este fue un guerrero de origen cretense que se instaló en Frigia.
Según la Biblioteca mitológica del Pseudo-Apolodoro, Teucro reinó en la Tróade antes de la fundación de Troya.
La reputación que tenía Teucro de hombre sabio llegó a oídos de otro Escamandro: este, rey de Troya. El rey Escamandro convenció a Teucro para que se casara con su hija, y, de ese modo, Teucro heredó el trono de la ciudad.
Teucro acogió en su corte a Dárdano, quien había huido de Samotracia tras la muerte de su hermano Yasión. Le dio a su hija Batía como esposa y una parte de su reino.
Se considera a Teucro como el padre del pueblo troyano. De hecho, en la Ilíada, el poeta Homero designa a los troyanos como teucros.